# Resan Hanım
Ayşe Resan Hanımefendi (en turco otomano: ريسان معام, "suavidad" o "brillante", 28 de marzo de 1860 - 31 de marzo de 1910) fue la esposa del sultán Murad V del Imperio Otomano.
El título completo era: Devletlu İsmetlu Baş İkbal Resan Hanım Efendi Hazretleri

## Vida
Resan nació el 28 de marzo de 1860 y era hija de Ömer Bey y su esposa Fatma Hanım. Su verdadero nombre era Ayşe Hanım. Tenía una hermana, Rabia Gülten Hanım, y una hermanastra, Şayeste Hanım. 
A una edad temprana, junto con sus hermanas, Ayşe fue llevada a Constantinopla, donde fueron entregadas a la corte del sultán otomano. Fue rebautizada como Resan y recibió una educación turca y musulmana en el harén del palacio de la hermana de Abdul Hamid II, Seniha Sultan. Resan creció como una joven dama en el palacio de Seniha Sultan, donde Murad pronto se fijó en ella. Resan estuvo de acuerdo con la voluntad de sus padres en la propuesta de matrimonio del sultán depuesto. Seniha Sultan envió a la joven al Palacio de Çırağan, donde Murad se casó con ella el 2 de noviembre de 1877, un año después de su encarcelamiento en el palacio. Después de su matrimonio, su hermana, Rabia Gülten Hanim, se convirtió en Dama de Honor.
Primero dio a luz a Fatma Sultan y luego nació Aliye Sultan. Después de la muerte de Murad en 1904, continuó residiendo en el Palacio de Çırağan durante la segunda era constitucional después del 16 de diciembre de 1908. En 1909, se mudó a Bursa, donde vivió en el palacio de su hija Fatma Sultan. Más tarde regresó a Constantinopla.
Resan murió de tuberculosis el 31 de marzo de 1910 en Constantinopla a la edad de 50 años. Está enterrada en el cementerio de Eÿup.